# Getty Oil
Getty Oil è stata una compagnia petrolifera statunitense fondata da Jean Paul Getty, che raggiunse il massimo successo negli anni sessanta.

## Storia
Nel 1971 fu costituita la divisione Getty Realty per gestire le necessità del patrimonio dei distributori Getty (ora i diritti sono riservati alla Getty brand). Nel 1984 Texaco acquistò la Getty Oil di Tulsa, Oklahoma. Il 19 novembre 1985 Pennzoil vinse una causa da 10,53 miliardi di dollari contro Texaco, nella sentenza in sede civile più grande della storia degli Stati Uniti. Nonostante ciò, solo una piccola parte delle raffinerie di proprietà della Getty Oil furono rilevate, scongiurando il fallimento dell'azienda, sebbene alcune risorse furono messe in partecipazione della Uni-Mart, la quale ora ha il suo marchio di proprietà nella vendita di benzina. Nel novembre del 2000, la compagnia petrolifera russa LUKoil acquistò Getty Marketing, esternata dalla Getty Realty, acquisendo le licenze della società. Nel 2011 la Getty Oil ha dichiarato bancarotta.

### Altre attività
Getty Oil ebbe un ruolo maggioritario in ESPN, prima che tale società fosse rilevata dall'ABC nel 1984.